# 八潮市立資料館
八潮市立資料館（やしおしりつしりょうかん）は、埼玉県八潮市に所在する、公文書館と郷土博物館、文化財センターの性格を併せ持つ施設である。

## 歴史
八潮市では1976年（昭和51年）より市史の編纂事業が進められ、文献調査のため公文書や古文書が集められた。同年11月の市史編纂大綱答申では、編纂終了後の資料館設置が立案された。1979年の第2次総合振興計画基本構想には資料館開設計画が盛り込まれた。1985年4月、八潮市立資料館開設準備委員会条例施行。1988年5月より建設工事に着手し、翌1989年（平成元年）6月に竣工。同年11月23日に開館した。
昭和末までに開館した市町村立公文書館は下関市文書館（1967年）、藤沢市文書館（1974年）、尼崎市立地域研究史料館（1975年）、広島市公文書館（1977年）、川崎市公文書館（1985年）、柳川古文書館（1985年）、大阪市公文書館（1988年）にすぎず、本館と同年の1989年開館は政令指定都市の名古屋市市政資料館、神戸市文書館、北九州市立文書館の3市であった。このことから、人口7万人台であった八潮市の歴史公文書保存に対する、大都市に引けを取らない熱意がうかがえる。

## 建築
- 敷地面積 2,831.5m2
- 建築面積 1,225.47m2
- 延床面積 2,295.38m2
- 鉄筋コンクリート構造・地上3階建て

敷地内には、旧藤波家住宅の母屋が移築され、資料館も調和を取ったデザインで建設された。1階は公文書や郷土資料などを収集する資料庫や生産生業活動に使われた民具を収める収蔵庫、歴史資料などを配架した閲覧室、市民のサークル活動などに使われる会議室などがある。2階は博物館として常設展や企画展が行われる展示室、3階は全て収蔵スペースとなる。

### 旧藤波家住宅
藤波家は埼玉郡八條領後谷村の名主で、当初は本間、のちに小櫃の姓を名乗り、18世紀末頃に藤波に改姓した。藤波家住宅は1876年（明治9年）築の入母屋造瓦葺の民家で、主屋は現在の八潮市域に多くみられた「角屋形式」と呼ばれる建物背面の一部を突き出した造りであったが、のちに直屋造りに改められた。

## 展示
常設展は「水と生活」をテーマとしており、中川と綾瀬川にはさまれた八潮の地における水運や染め物などの水の恵み、水害との闘い、八條遺跡の出土品や伝馬船の模型などを展示している。
収蔵資料は、八潮市および旧八條村・八幡村・潮止村の歴史公文書約2万冊や、当地の神社仏閣や学校に伝わる古文書、埼玉新聞・東武よみうり・とうぶ朝日のほか全国紙の埼玉版、市史編纂事業の際に作成したマイクロフィルム約1,000本を所蔵する。